# Südwestdeutsche Eishockeymeisterschaft 1930/31
Die Südwestdeutsche Eishockey-Meisterschaft 1930/31 wurde durch den Südwestdeutschen Eislauf-Verband ausgerichtet. Sieger wurde erstmals der (EC oder SEV) Schwenningen, der auch in den folgenden fünf Jahren südwestdeutscher Meister wurde.
Schwenningen qualifizierte sich damit für die Deutsche Eishockey-Meisterschaft 1931, wo man den fünften und letzten Platz belegte.

## Meisterschaft
Vorrunde
| 12. Januar 1931 | SC Forsthausstraße Frankfurt | 6:1 (1:0, 1:0, 4:1) | Frankfurter TC | Frankfurt am Main |

| 12. Januar 1931 | Frankfurter Eissport-Club | 5:0 (2:0, 1:0, 2:0) | EV Gießen | Frankfurt am Main |

Halbfinale
| 12. Januar 1931 | SC Frankfurt 1880 | 5:1 (2:1, 1:0, 2:0) | SC Forsthausstraße Frankfurt | Frankfurt am Main |

| 12. Januar 1931 | SEC Schwenningen | 6:2 (3:0, 1:1, 2:1) | Frankfurter EC | Frankfurt am Main |

Spiel um Platz 3
| 12. Januar 1931 | SC Forsthausstraße Frankfurt | 5:4 n. V. (1:2, 3:0, 0:2, 1:0) | Frankfurter EC | Frankfurt am Main |

Finale
| 12. Januar 1931 | SEC Schwenningen | 4:1 (2:0, 2:1, 0:0) | SC Frankfurt 1880 | Frankfurt am Main |